# Matthew Berkeley
Pour les articles homonymes, voir Berkeley.
Matthew Berkeley est un footballeur de Saint-Christophe-et-Niévès évoluant au poste d'attaquant. Il a été champion du pays de Galles 2009-2010.

## Compétitions européennes
Il fait ses débuts en Ligue des champions le 2 juillet 2009 à l'occasion de la rencontre Fram Reykjavík-TNS (défaite 1-2).

## Palmarès
The New Saints
- Championnat
  - Vainqueur : 2010.
- Coupe de la Ligue
  - Vainqueur : 2010 et 2011.

## Statistiques
| Saison      | Club           | Pays                 | Championnat        | Coupes nationales | Coupes européennes |
| ----------- | -------------- | -------------------- | ------------------ | ----------------- | ------------------ |
| 2010 - 2011 | The New Saints | Welsh Premier League | 22 matchs / 4 buts | 6 matchs / 3 buts | 3 matchs (C1)      |

Dernière mise à jour le 7 mai 2011